# Роберт Бейден-Поуелл
Лорд Роберт Стефенсон Сміт Бейден-Поуелл (англ. Robert Stephenson Smyth Baden-Powell, ['beɪdən 'pəʊəl]; 22 лютого 1857 — 8 січня 1941) — британський воєначальник, засновник скаутського і гайдівського рухів. Менш відомий як письменник і художник.

## Життєпис

### Походження
Народився в Паддінгтоні (район Лондона), 22 лютого 1857 року, було шостим з восьми синів. Його сім'я була не цілком звичайною. Його батько, англіканський священик Джордж Бейден-Поуелл був також професором теології і геометрії в Оксфордському університеті. Мати була дочкою британського адмірала Вільяма Сміта. Дід Роберта, Джозеф Брюер Сміт, колись поїхав в Америку як колоніст, але потім повернувся в Англію і дорогою додому пережив аварію корабля. До того ж ім'я Роберт Стефенсон — це ім'я його хрещеного батька, який був сином всесвітньо відомого винахідника Джорджа Стефенсона. Таким чином, в жилах Роберта Баден-Поуелла одночасно текла кров священика і сина колоніста — відважного шукача пригод.

### Ранні роки
Коли Роберту було три роки, його батько помер, залишивши матір з сімома маленькими дітьми. Мати, Генрієтта Грейс, була сильною жінкою, впевненою, що її діти матимуть успіх. Баден-Поуелл скаже про неї в 1933 році: «Головний секрет мого успіху належить моїй матері». Всіх дітей вона намагалася виховати життєрадісними, фізично витривалими і самостійними. Тривалі подорожі на власному парусному човні разом з чотирма братами водами морського узбережжя в будь-яку пору року і в будь-яку погоду і полювання в лісі гартували тіло і характер Роберта, прищеплювали любов до природи.
У 1870 році, після відвідування школи Rose Hill (Танбридж Велз), Роберт вступив до престижної приватної школи Чартергаус в Лондоні, де він отримав стипендію. У школі він особливо відрізнявся знанням природничих наук і спортивними досягненнями. Роберт завжди був у центрі подій, коли починався якийсь рух на шкільному дворі, і швидко став відомий як першокласний воротар у місцевій футбольній команді. Саме тоді його друзі вперше починають називати його Бі-Пі (скорочено від Баден-Поуелл; саме так згодом його будуть називати скаути всього світу). У той час він мав широку гаму захоплень: грав на піаніно, скрипці, мав хороші акторські здібності і з задоволенням брав участь у виставах, часто організовував експедиції в навколишні ліси. Коли б до нього не звернулися, він завжди міг влаштувати таке видовище, яке б захоплювало всю школу. Талант художника дозволив йому пізніше добре ілюструвати свої твори. Канікули ж зазвичай як і раніше витрачалися на експедиції під вітрилом і на каное з братами.

### Роберт в Індії

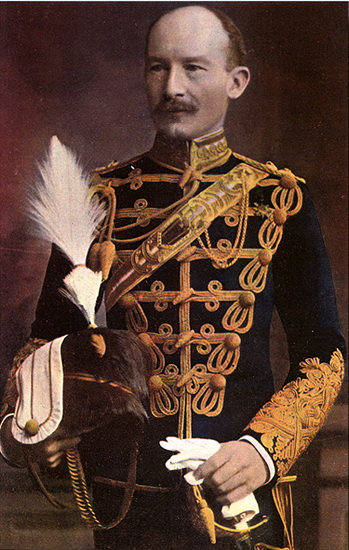
Капітан 13-го гусарського полку Баден-Поуелл (1883 рік)

У 19-річному віці Роберт поступив на військову службу. На відбірковому іспиті серед кількох інших кандидатів він зайняв друге місце і відразу був призначений до гусарського полку, обійшовши стажування в офіцерській школі. Цей полк ще під час Кримської війни отримав права кінної піхоти в знаменитій «Легкій Бригаді» англійської армії. Крім блискучого несення військової служби, Бі-Пі став капітаном (на 26-му році життя) і отримав найбажаніший у всій Індії трофей за «заклання свині», тобто за полювання на диких кабанів на коні тільки за допомогою невеликого списа. Під час служби в Індії Роберт спеціалізувався на військовій розвідці. Йому довелося побувати також в Афганістані, на Балканах, на Мальті, в Південній Африці та інших країнах.